# Tomás Bobadilla
Tomás Bobadilla y Briones (* 30. März 1785 in Neiba; † 21. Dezember 1871 in Port-au-Prince) war ein dominikanischer Politiker und Jurist und der erste Präsident der Junta Central Gubernativa Definitiva der Dominikanischen Republik.

## Leben
Bobadilla war mit José Núñez de Cáceres befreundet und hatte bereits in der Zeit der spanischen Herrschaft (España Boba) wichtige Positionen inne. Er wurde 1811 Notar des Erzbischofs Pedro Valera und war während der von Núñez de Cáceres 1821 proklamierten República del Haití Español Oficial Primero der Allgemeinen Staatskasse. Später schloss er sich der Unabhängigkeitsbewegung der Trinitarios an, und er gilt als Autor der Manifestación del 16 de enero de 1844, der Proklamation der Unabhängigkeit der Dominikanischen Republik. 
Am 27. Februar 1844 nahm er neben Matías Ramón Mella und anderen an der Verlesung der Proklamation durch Francisco del Rosario Sánchez teil. Er wurde Mitglied der von Rosario Sánchez geleiteten Junta Central Gubernativa Provisional und wurde am 1. März 1844 zum Präsidenten der Junta Central Gubernativa Definitiva gewählt.
Am 9. Juni 1844 wurde er durch einen Staatsstreich von Francisco del Rosario Sánchez und Matías Ramón Mella abgesetzt. Hierauf reagierte der General Pedro Santana seinerseits mit einem Staatsstreich, erklärte sich zum Präsidenten der Republik und übernahm Bobadilla als Regierungsmitglied. Er hatte wichtige Positionen im  Staat inne, bis ihn Santana im Juni 1847 ins Exil schickte.
1848 kehrte er in die Dominikanische Republik zurück und wurde Mitglied der Cámara del Consejo Conservador, und Santana macht ihn zum Generalstaatsanwalt am Obersten Gerichtshof und schließlich zum Richter am Appellationsgericht. Von 1851 bis 1853 war er Präsident des Obersten Gerichtshofes. Zudem war er bevollmächtigter Minister für die Beziehungen zu den Vereinigten Staaten.
Auch unter den Präsidenten Manuel de Regla Motta, José Desiderio Valverde und Buenaventura Báez behielt Bobadilla einflussreiche Positionen. Während der erneuten spanischen Annexion 1861 wurde er durch königliches Dekret zum Magistrado de La Real Audiencia ernannt. Nach dem Ende der Annexion wurde er mit der Revision des Strafgesetzbuches betraut. 1867 wurde er Minister für Inneres, Polizei und auswärtige Angelegenheit und bevollmächtigter Minister für die Aushandlung eines Friedensvertrages mit Haiti. Er verließ die Dominikanische Republik 1868 und ging nach Puerto Rico. 1871 ließ er sich in Port-au-Prince nieder, wo er im gleichen Jahr im Alter von 86 Jahren starb.